# 희망연맹
희망연맹(PH)으로 불리는 파카탄하라판(말레이어: Pakatan Harapan, 중국어: 希望聯盟)은 원래 말레이시아의 인민정의당(PKR), 민주행동당(DAP), 원주민연합당(BERSATU, 일컬어 브르사투 당), 국가성신당(AMANAH)으로 구성된 당의 연합이다., 2015년 9월 22일 말레이시아의 집권 연합이었다. 2008년 4월 1일에 민주행동당(DAP), 인민정의당(PKR), 이슬람 당(PAS)의 인민동맹 (PR)으로 알려졌다.
2018년 말레이시아 총선에서 페낭과 셀랑고르를 계속 통치하는 것 외에도 동맹국은 조호르, 네게리셈빌란, 페락, 케다, 말라카, 사바의 지배력을 이길 것으로 기대된다.
2020년 2월 24일 인민정의당 내 아즈민 알리 세력은 독립 국회의원으로 당에서 탈퇴를 발표했으며, 원주민연합당은 희망연맹에서 탈퇴를 발표했다. 희망연맹공식적으로 몰락을 선언했다.

## 조직
2021년 12월 이래 다음 정당들이 국민전선에 소속되어 있다.
- 민주행동당 (DAP)
- 인민정의당 (PKR)
- 국가성신당 (AMANAH)
- 통일파속모모군카다잔두순조직 (UPKO)

### 전 당원
- 원주민연합당 (BERSATU)

## 같이 보기
- 말레이시아의 정치
- 말레이시아의 정당